# Muliterno
Muliterno är en kommun i Brasilien.   Den ligger i delstaten Rio Grande do Sul, i den södra delen av landet, 1 400 km söder om huvudstaden Brasília. Antalet invånare är 1 813.
Omgivningarna runt Muliterno är en mosaik av jordbruksmark och naturlig växtlighet. Runt Muliterno är det glesbefolkat, med 16 invånare per kvadratkilometer.